# Walthère Frère-Orban
Hubert Joseph Walthère Frère-Orban (født 2. april 1812 i Liège, død 2. januar 1896) var en belgisk advokat, politiker og premierminister af to omgange 1868-1870 og 1878-1884.